# Пауки-филодромиды

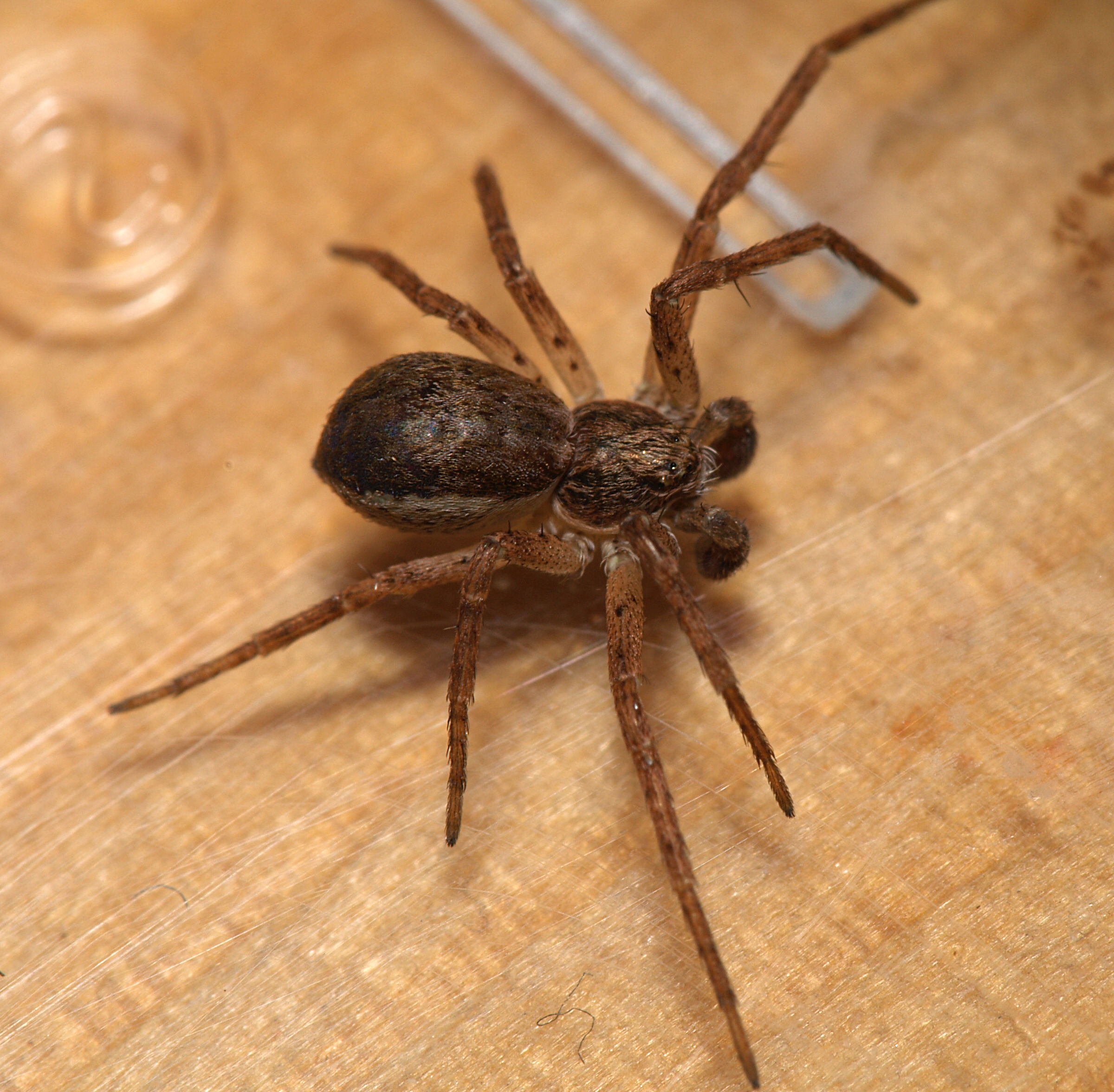
Самец Philodromus aureolus, Европа

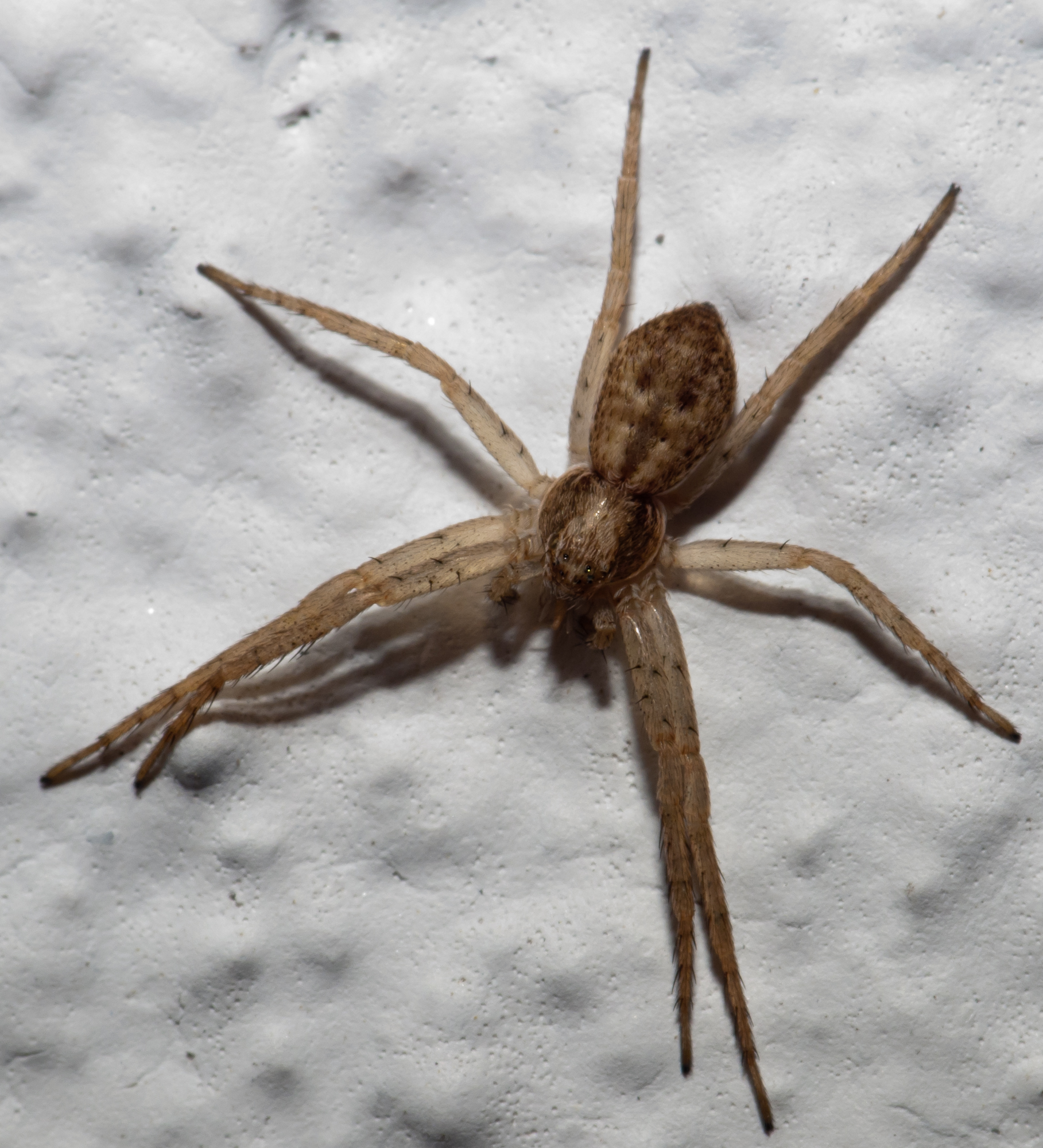
Philodromus sp., Пиренейский полуостров

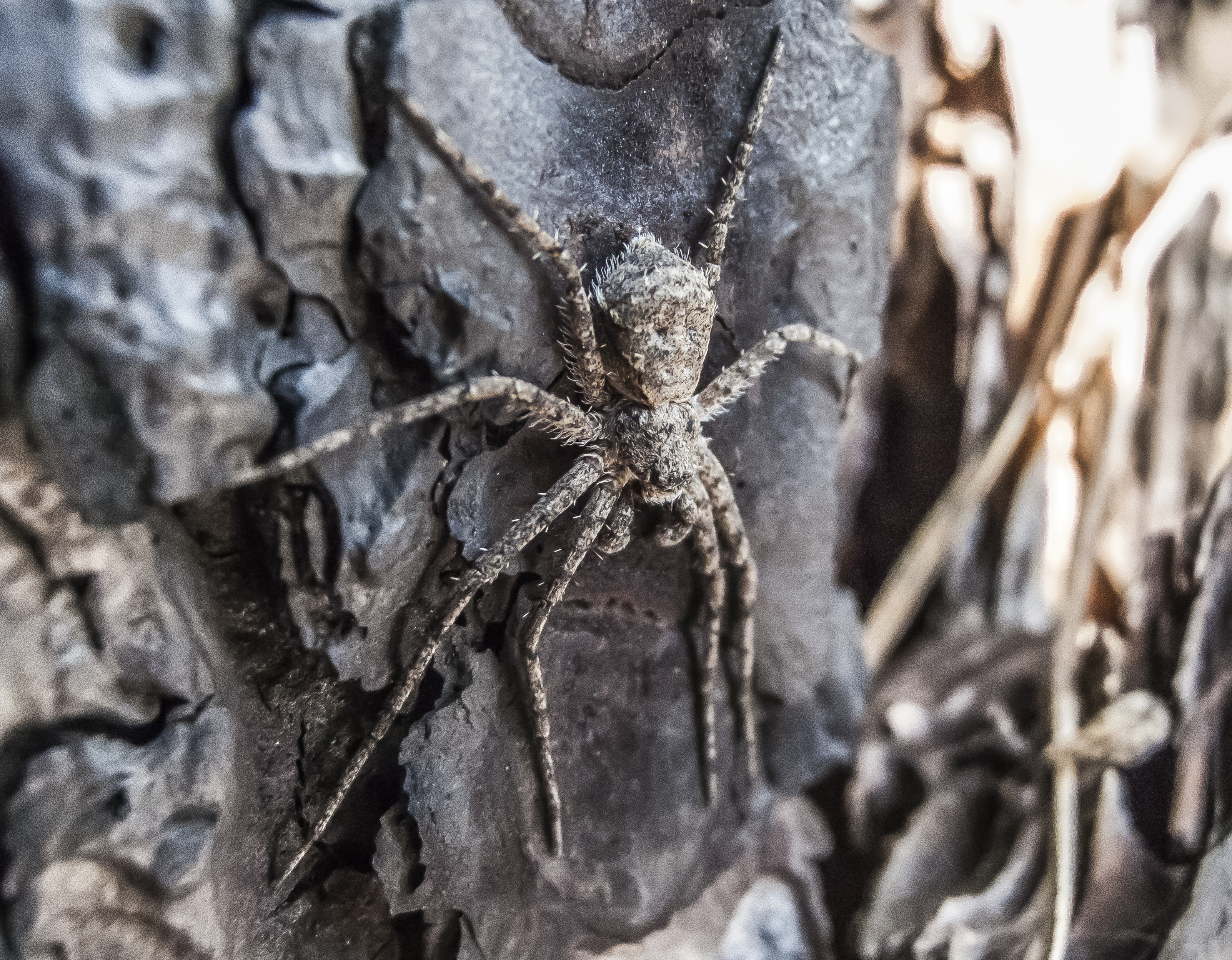
Philodromus sp. Быковнянский лес, окрестности Киева

Пауки-филодромиды, или равноногие бокоходы (лат. Philodromidae) — семейство аранеоморфных пауков, насчитывающее 531 вид из 27 родов. В России более 60 видов из 5 родов. Представители его имеют большое сходство с пауками-бокоходами (Thomisidae).

## Распространение
Самыми обычными видами являются представители родов Philodromus и Ebo, которые распространены повсеместно.

## Описание
Тело пауков обычно достигает 10 мм длину, но бывают и больше. Обычно пауки имеют тусклую окраску коричневого, серого, желтоватого цвета.
Научные исследования показали, что пауки-филодромиды не являются близкими родственниками паукам-бокоходам. В отличие от бокоходов у пауков-филодромид имеются некоторые настоящие щетинки (волоски или иголки) на своих телах. Также у некоторых бокоходов отсутствуют конгруэнтные глазные бугорки. Ноги относительно длинные и направлены в стороны, что делает паука менее заметным, позволяют двигаться в стороны и прыгать в любом направлении. Вторая пара лапок обычно больше трёх остальных, а у представителей рода Ebo это сильнее всего выражено. У некоторых видов вторая пара лап бывает в два раза длиннее первой пары лап.

## Паутина
Ловчие сети не строят. Шёлковые нити используют в плетении мешочков для яиц.

## Систематика
Род Catuna Mello-Leitão, 1940 в 2007 году был переименован в Eminella автором Özdikmen.

### Список родов
- Pedinopisthinae

- Pagiopalus Simon, 1900 — Гавайские острова
- Pedinopistha Karsch, 1880 — Гавайские острова

- Philodrominae

- Apollophanes O. P-Cambridge, 1898 — от США до Панамы, Индия, Россия , Корея
- Bacillocnemis Mello-Leitão, 1938 — Аргентина
- Berlandiella Mello-Leitão, 1929 — Бразилия
- Cleocnemis Simon, 1886 — Южная Америка
- Ebo Keyserling, 1884 — Аргентина, Северная Америка, Индия, Россия, Израиль
- Eminella Özdikmen, 2007 — Аргентина
- Fageia Mello-Leitão, 1929 — Бразилия
- Gephyrellula Strand, 1932 — Бразилия
- Gephyrina Simon, 1895 — Южная Америка
- Gephyrota Strand, 1932 — Африка, Азия
- Hirriusa Strand, 1932 — Африка
- Metacleocnemis Mello-Leitão, 1929 — Бразилия
- Paracleocnemis Schiapelli & Gerschman, 1942 — Аргентина
- Paratibellus Simon, 1932 — от Европы до Центральной Азии
- Petrichus Simon, 1886 — Южная Америка
- Philodromops Mello-Leitão, 1943 — Бразилия
- Philodromus Walckenaer, 1826 — Голарктика, Америка, Австралия, Африка, Азия

- Филодромус жемчужный (Philodromus margaritatus Clerck, 1757)

- Procleocnemis Mello-Leitão, 1929 — Бразилия
- Suemus Simon, 1895 — Африка, Вьетнам
- Thanatus C. L. Koch, 1837 — Африка, Голарктика, Южная Америка
- Tibellus Simon, 1875 — Африка, Америка, Голарктика, Южная Азия
- Tibitanus Simon, 1907 — Африка
- Vacchellia Caporiacco, 1935 — Каракорум

- Pselloninae

- Psellonus Simon, 1897 — Индия
- Pseudopsellonus Balogh, 1936 — Папуа-Новая Гвинея
- Senoculifer Balogh, 1936 — Папуа-Новая Гвинея

- incertae sedis

- †Euthanatus Petrunkevitch, 1950 — окаменелости
- †Filiolella Petrunkevitch, 1955 — окаменелости
- †Medela Petrunkevitch, 1942 — окаменелости